# Juglans californica

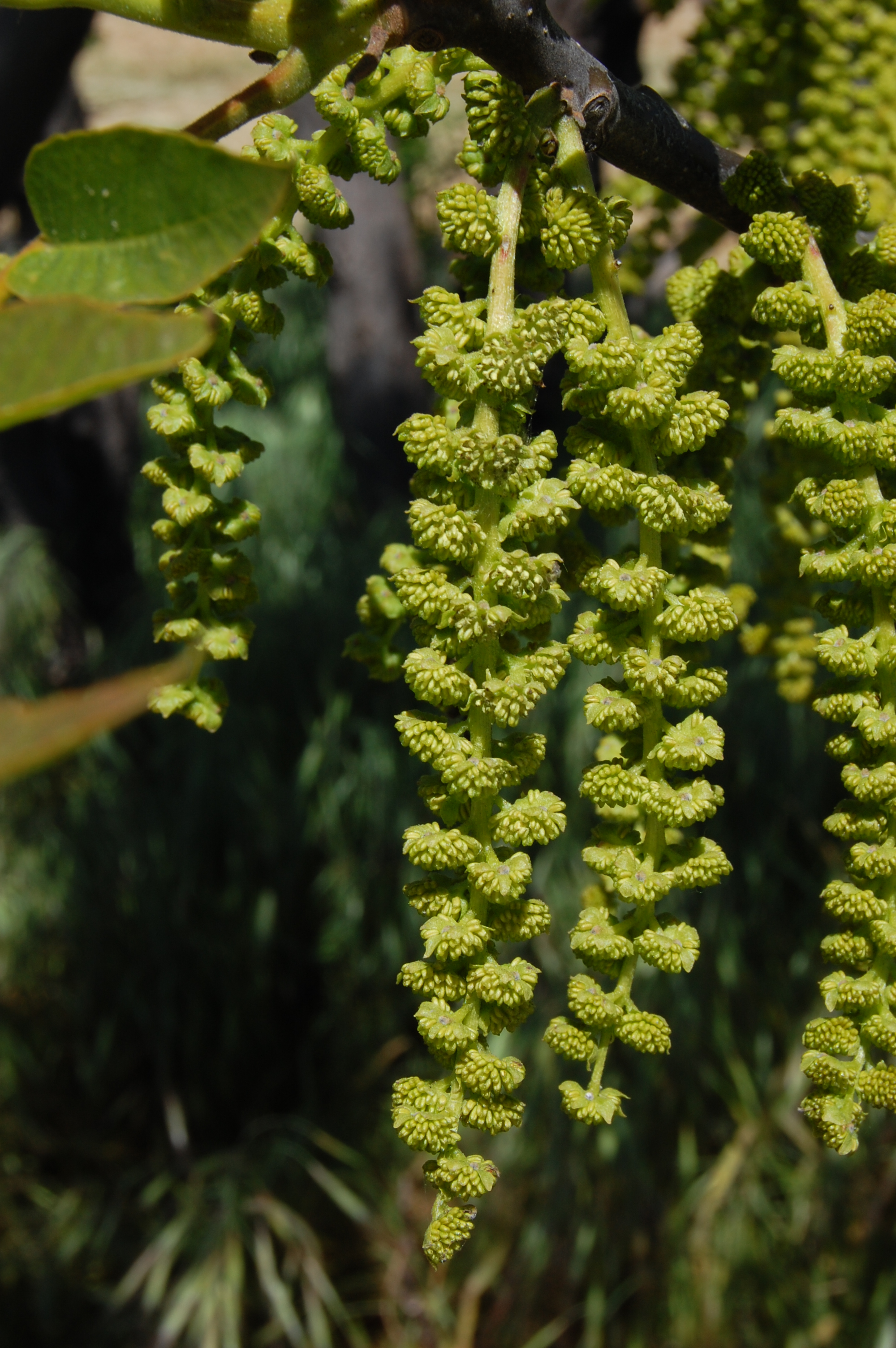
Inflorescència

La noguera de Califòrnia (Juglans californica), noguera negra de Califòrnia o millor noguera del sud de Califòrnia (per distingir-la de la noguera de Hinds o noguera del nord de Califòrnia Juglans hindsii) del gènere Juglans és una espècie de gran arbust o petit arbre de 6-9(17) m d'alçària i que pertany a la família juglandàcies. És un endemisme de Califòrnia.

## Descripció
Aquesta espècie pot ser un arbust gran amb 1-5 troncs, o arbre petit, d'un sol tronc. El tronc principal pot desenvolupar-se prop del terra, fent que sembli com dos arbres que han crescut junts i després es van separar. Té una escorça gruixuda, profundament canalitzada o solcs a la maduresa. Té grans fulles pinnades compostes amb 11-19 folíols lanceolats amb les vores dentades i sense pèl en els angles de les venes. El fruit consisteix en una petita nou dura amb una superfície ranurada, de closca gruixuda que és difícil d'eliminar.

## Distribució i hàbitat
J. californica  es troba generalment a la part meridional de Califòrnia Coast Ranges, Transverse Ranges, Peninsular Ranges i la Vall Central. Creix com a part dels boscos mixtes, i també als vessants i a les valls on les condicions són favorables. Està amenaçada pel desenvolupament i el sobrepasturatge. Alguns rodals nadius romanen a la zona urbana de Los Angeles a les muntanyes de Santa Monica i Hollywood Hills. J. californica creix en riberes boscoses, tant en rodals d'una sola espècie o barrejat amb roures de Califòrnia (Quercus spp.) i àlbers (Populus fremontii).

## Usos
Els indis Chumash de les Illes Anglonormandes de Califòrnia i el comtat de Ventura en menjaven la fruita seca, però aquestes no es produeixen comercialment per a aquest propòsit.
J. californica també es conrea com a arbre ornamental com a planta nativa de Califòrnia, xerojardineria, i hàbitat de vida silvestre de jardins i paisatgisme natural a Califòrnia i a Hawaii.

## Taxonomia
Juglans californica va ser descrita per Sereno Watson i publicada a Proceedings of the American Academy of Arts and Sciences 10: 349, l'any 1875.

### Etimologia
- Juglans: nom genèric que procedeix del terme llatí Juglans que deriva de Jovis glans, "aglans de Júpiter": figuradament, una nou apropiada per a un déu.
- californica: epítet geogràfic que fa al·lusió a la seva localització en Califòrnia.

### Sinonímia
- Juglans californica var. californica[5]